# Кольо Севов
Кольо Севов е български поет и писател.

## Биография
Роден е в хасковското село Черна могила. Получава гимназиално образование в Хасково. Последователно работи в Родопския минен басейн, Военноморския флот и като електротехник. През 1958 година завършва Библиографския институт в София.
Заема различни административни постове. Сред тях са председател на Дружеството на съюза на българските писатели (днес Съюз на българските писатели – клон Варна) и редактор на „Простори“.
Творчеството му е разнообразно. То включва поезия, пътеписи, есеистика, художествена публицистика и роман. Сред неговите книги са: „Котвите се вдигат“ (1961), „Моряшки възел“ (1964), „По високото било“ (1971), „Дневник с адрес“ (1976), „Моите странствания“ (1978), „Под едно небе“ (1979), „Насрещни ветрове“ (1980), „Градището“ (1982), „Безветрие“ (1985), „Островът“ (1990) и други.

През 2009 г. посмъртно е издаден сборникът "Избрано", иницииран от Сдружение на писателите - Варна, със съставители Атанас Липчев и Веселина Цанкова.  
Севов е сред сценаристите на българския игрален филм „Магистрала“. По текстове на поета са създадени песни от музикалните изпълнители Лили Иванова („Лунната соната“ и „Зори Зори“), Емилия Маркова („Легенда“) и Емил Димитров („Химн на младостта“).
Благодарение на Севов е създаден първият „Театър на поезията“ в България. Поетът също съдейства за появата на Домът на писателите във Варна и „Литературните понеделници“.
Женен е за Драга Севова, с която има две дъщери. Има и трета дъщеря от предишен брак. През август 1991 година Кольо Севов умира във Варна.